# Джурабаєв Мухаммад
Мухаммад Джурабаєв (нар. 4 лютого 2008, Душанбе, Таджикистан) — український та таджицький футболіст, центральний півзахисник юнацької команди львівського «Руху».

## Клубна кар'єра
Народився в Душанбе, де й розпочав займатися футболом у місцевій ДЮСШ. Згодом переїхав до України. У сезоні 2023/24 років виступав за АФ «Рух» (Львів) у ДЮФЛУ під керівництвом Андрія Гаврюшова та Дмитра Лапицького, також грав за «Рух U-19» в юнацькому чемпіонаті України. Вперше до заявки першої команди львів'ян потрапив 1 квітня 2024 року на переможний (1:0) домашній матч 22-го туру Прем'єр-ліги України проти черкаського ЛНЗ. Мухаммад просидів усі 90 хвилин на лаві запасних. У дорослому футболі дебютував 7 квітня 2024 року в програному (1:3) виїзному поєдинку 23-го туру Прем'єр-ліги проти донецького «Шахтаря». Джурабаєв вийшов на поле на 85-й хвилині замість Анже-Фредді Плюмейна.

## Кар'єра в збірній
У футболці юнацької збірної України (U-16) дебютував 23 квітня 2024 року в програному (8:9, серія післяматчевих пенальті) поєдинку турніру розвитку УЄФА проти однолітків з Північної Ірландії. Мухаммад вийшов на поле в стартовому складі та відіграв увесь матч.